# Europese hittegolf van 2003

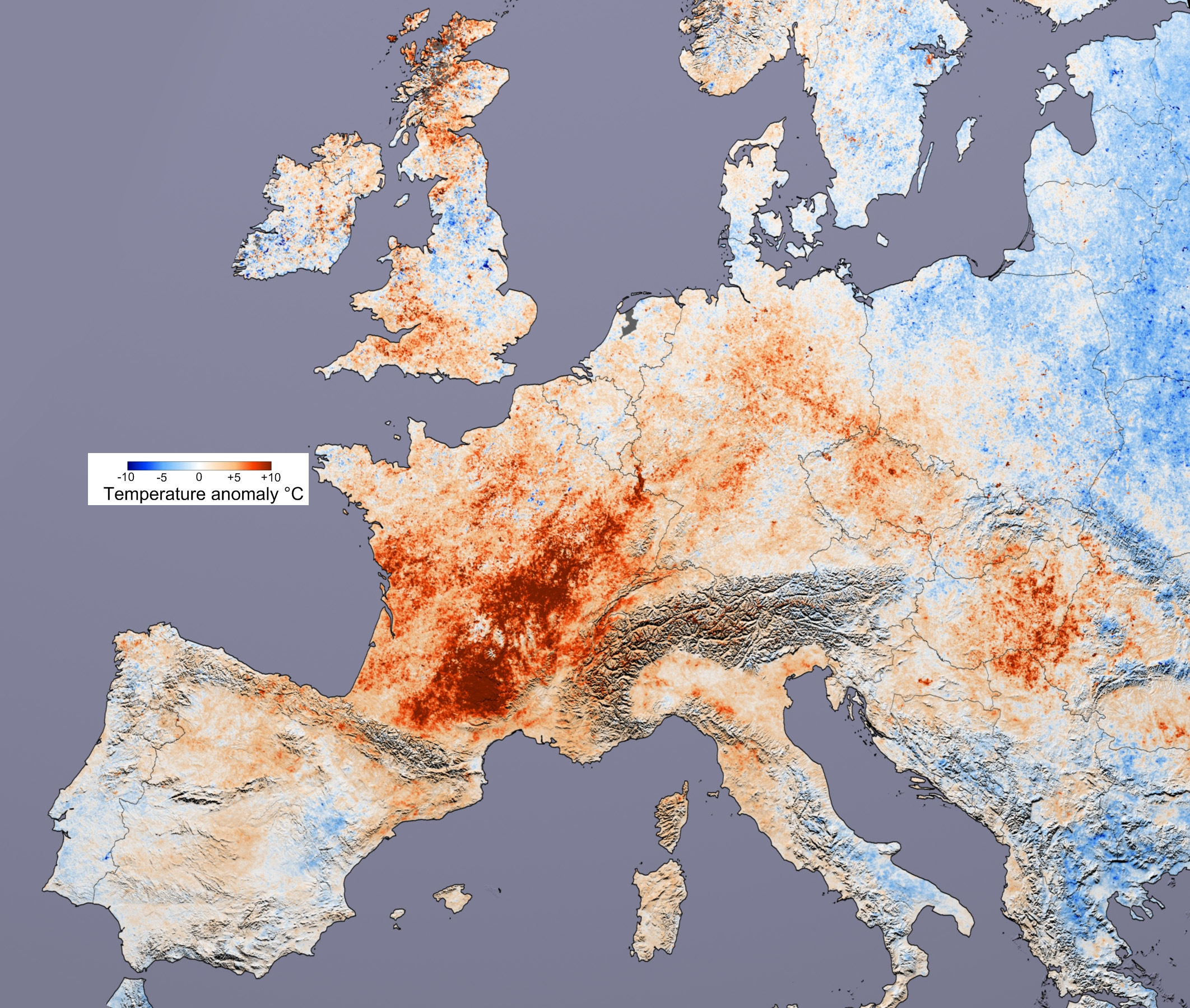
Temperatuurafwijkingen ten opzichte van normaal in Europa, in de zomer van 2003

De Europese hittegolf van 2003 was een periode in de Europese zomer van 2003 met uitzonderlijk heet en droog weer.
De zomer van 2003 was een van de heetste Europese zomers ooit, die zorgde voor een gezondheidscrisis in bepaalde landen en ook voor een aanzienlijke impact op de gewassen. Het zwaartepunt van de hittegolf lag in het begin van augustus.

## Overzicht per land

### Duitsland
In Duitsland werd er een recordtemperatuur gemeten van 40,4 °C in Roth, in Beieren. In die zomer viel de helft van de normale hoeveelheid neerslag, waardoor rivieren een uitzonderlijk lage waterstand hadden. Rond de zestig mensen, meest ouderen, vonden in Duitsland de dood ten gevolge van de hittegolf.

### Frankrijk
Volgens de grootste begrafenisondernemer van Frankrijk, stierven er 14.802 mensen door de hitte, vooral ouderen. Frankrijk heeft normaal, vooral in het noorden, niet al te hete zomers. Een gevolg daarvan is dat mensen niet weten hoe ze moeten reageren op extreem hoge temperaturen, vooral wat betreft uitdroging. Daarnaast beschikken veel huizen niet over airconditioning, ook de seniorenwoningen niet. Tot slot lagen er weliswaar meerdere noodplannen klaar voor de verschillende (natuur)rampen, maar tot dat moment werden hittegolven niet als een erg groot gevaar gezien en bestonden er op dat moment geen noodplannen voor uitzonderlijke hittegolven.
De hittegolf vond plaats in augustus, een maand waarin veel mensen, inclusief politieke gezagsdragers en artsen, op vakantie zijn.
Vele lijken konden wekenlang niet geïdentificeerd worden, omdat familieleden op vakantie waren. Een vrieshuis aan de rand van Parijs werd gebruikt door begrafenisondernemers omdat dezen zelf niet genoeg faciliteiten meer hadden. Op 3 september werden de 57 lijken, die nog steeds niet geïdentificeerd konden worden, gecremeerd.
Dat tekortkomingen in de Franse gezondheidszorg zoveel doden tot gevolg konden hebben, werd tijdens en vlak na de hittegolf onderwerp van discussie. De regering van president Jacques Chirac en premier Jean-Pierre Raffarin weten de gevolgen aan:
- De 35-urige werkweek, waardoor er niet genoeg hulpdiensten beschikbaar konden zijn.
- Het massaal vakantie vieren in augustus. Vele bedrijven sluiten traditioneel gezien hun poorten in augustus, zodat veel mensen geen keuze hebben wat betreft het tijdstip van vakantie. Ook huisartsen hebben de gewoonte om op hetzelfde moment vakantie te vieren.
- Families die hun oudere familieleden achterlaten zonder zich om hen te bekommeren.

De oppositie en de meeste media gaven echter de schuld aan de regering. Velen wezen met een beschuldigende vinger naar Jean-François Mattei, de minister van gezondheidszorg, omdat hij niet terug was gekomen van zijn vakantie op het moment dat de hittegolf toesloeg. Ook zijn medewerkers kregen ervan langs, omdat zij noodmaatregelen in openbare ziekenhuizen tegenwerkten, zoals het van vakantie terugroepen van artsen. Vooral dr. Patrick Pelloux, hoofd van de vakbond voor noodartsen, was een vooraanstaand criticus. Hij beschuldigde de regering van Jean-Pierre Raffarin van het negeren van waarschuwingen van medici en hulpdiensten en van de poging om de crisis te bagatelliseren.
Jean-François Mattei werd, nadat het kabinet was hergeformeerd op 31 maart 2004, geen minister meer.
Wijnboeren in Bordeaux begonnen al op 12 augustus met de oogst. Het was voor het eerst sinds 1893 dat de oogst zo vroeg van start ging.

### Italië
In Italië stierven 18.000 mensen meer vergeleken met het voorgaande jaar. De temperaturen varieerden in de steden wekenlang tussen de 38 en 40 graden.

### Nederland
De eerste twee weken van augustus leverden een uitzonderlijk lange officiële hittegolf op. De hoogste officiële temperatuur werd op 7 augustus in Arcen (Noord-Limburg) gemeten: met 37,8 °C zat men slechts 0,8 ° onder het toenmalig landelijk record (sinds 1901), slechts tweemaal in het verleden was de temperatuur in Nederland hoger geweest.
Ten gevolge van de extreme hitte vielen er in Nederland tussen de 1400 en 2200 doden.
Door de aanhoudende droogte bereikte de Rijn bij Lobith op 18 augustus het laagste waterniveau dat ooit is gemeten; 7,17 meter boven NAP. Ook werd extra zoet water vanuit het Markermeer via de zogenaamde Tolhuissluisroute (Buiten-IJ - Lozingskanaal - Singelgracht - Amstel - Amstel-Drechtkanaal - Tolhuissluis) naar de Rijnlandse boezem in het Aarkanaal gevoerd om in het tekort aan zoet water te voorzien en om zout water te kunnen verdrijven.

#### Veenkadebreuken
Op 26 augustus brak in Wilnis (in de provincie Utrecht) een veenkade door. Het water in de Ringvaart sloeg een gat van zestig meter in de Ringdijk. De vermoedelijke oorzaak lag in de grote droogte, waardoor de dijk te licht werd.
Op 31 augustus brak een veenkade langs de Rotte bij Terbregge door. Hier bleef de schade beperkt tot het onderlopen van volkstuinen.

### Portugal
Er waren omvangrijke bosbranden in Portugal. Vijf procent van het platteland en tien procent van de bossen werden hierdoor verwoest, met een geschatte oppervlakte van 4000 km². Achttien mensen vonden de dood als gevolg van de bosbranden.
Op 1 augustus steeg het kwik op het station van de Portugese meteorologische dienst te Amareleja tot 47,4 °C. Het was de hoogste temperatuur die deze zomer in Europa werd bereikt, tevens een record voor Portugal en tot 11 augustus 2021 ook het Europese record van de 21e eeuw (toen in Floridia 48,8 °C werd gemeten). De temperatuur bereikte daar van 29 juli tot en met 14 augustus elke dag 40,0 °C of meer. Het gemiddelde gedurende die periode was meer dan 43,0 °C. Naar alle waarschijnlijkheid is dit in Europa nooit eerder vertoond. Ook elders in Portugal werd het erg warm. Coruche en Portel kwamen die dagen beide boven de 46,0 °C uit.

### Spanje
In Spanje waren er 141 doden te betreuren, als gevolg van de voor vooral Noord-Spanje extreme temperaturen. Er werden lokale recordtemperaturen gemeten in Jerez (45,1 °C), Badajoz (45,0 °C), Huelva (43,4 °C), Girona (41,2 °C), Burgos (38,8 °C), San Sebastián (38,6 °C), Pontevedra (38,2 °C) en Barcelona (37,3 °C). In andere steden in het zuiden van Spanje werden er geen records gevestigd, maar kwam de temperatuur wel boven de 40 °C uit; Murcia (41,8 °C), Toledo (42,0 °C), Sevilla (45,2 °C) en Córdoba met 46,2 °C, de hoogst gemeten temperatuur die zomer in Spanje.

### Verenigd Koninkrijk
In het Verenigd Koninkrijk werd op 10 augustus op Heathrow Airport, nabij Londen, met 37,9 °C de hoogste temperatuur gemeten sinds het begin van de metingen in 1911. Een dag later werd dit echter alweer gebroken door een temperatuur van 38,1 °C in Gravesend in Kent. Daaropvolgende temperatuuranalyses ontdekten het uiteindelijke record voor het Verenigd Koninkrijk in Brogdale Orchards, enkele kilometers ten zuidwesten van Faversham in Kent, waar op 10 augustus 38,5 °C bereikt werd.
Een analyse die werd gepubliceerd in 2005 toonde aan dat de hittegolf in het Verenigd Koninkrijk in de periode tussen 4 en 13 augustus aan 2139 mensen het leven kostte.

### Zwitserland
Smeltende gletsjers in de Alpen zorgden voor lawines en plotselinge overstromingen in Zwitserland. In Grono, in het kanton Graubünden, werd er met 41,5 °C een landelijk temperatuurrecord gevestigd. Voor augustus 2003 was de temperatuur nooit boven de 40 °C gekomen.

## Totaal aantal doden
Zo'n 70.000 mensen vonden de dood als gevolg van de Europese hittegolf van 2003.